# Filiberto Guala
Filiberto Guala (Torino, 18 dicembre 1907 – Albano Laziale, 24 dicembre 2000) è stato un dirigente d'azienda e presbitero italiano, noto principalmente per avere ricoperto l'incarico di amministratore delegato della Rai dal 1954 al 1956.

## Biografia

### Le origini e i primi incarichi
Nato da una facoltosa famiglia di origini biellesi, primogenito del cavaliere Giovanni e di Margherita Ponchia di Montanaro, fin dalla giovane età fu un cattolico militante: a 18 anni fece voto di castità e di povertà, e per tutta la vita devolse ai poveri la maggior parte del proprio stipendio.
Fu molto influenzato dalla vita dell'amico beato Piergiorgio Frassati, e dopo la sua morte formò a Torino un gruppo di amici provenienti da diverse regioni italiane, militanti nella FUCI che volevano vivere insieme la spiritualità di Piergiorgio. Era un gruppo di amici fraterni, che diverranno poi personaggi noti, quali Roberto Einaudi, Domenico Garelli, Carlo Carretto, Enrico di Rovasenda e altri.
Ebbe come consigliere spirituale Giovanni Battista Montini, in seguito divenuto Arcivescovo di Milano e quindi papa con il nome di Paolo VI. A lui confidò la sua intenzione di abbracciare la vita sacerdotale, ma Montini lo dissuase dicendogli: "Lei deve essere un buon ingegnere e non un prete. La Chiesa ha bisogno di laici che abbiano delle posizioni determinanti nella struttura del paese".
Laureato in ingegneria al Politecnico di Torino nel 1929, iniziò la sua carriera manageriale nella fabbrica di cuscinetti a sfere RIV di Torino (divenuta in seguito RIV-SKF). Dopo qualche tempo fu scelto come direttore dei lavori per il raddoppio della funivia che trasporta carbone dal porto di Savona al suo entroterra. In questo periodo entrò a far parte di un gruppo di preghiera che lo mise in stretta relazione con l'avvocato Franco Costa, in seguito divenuto sacerdote e, ottenuto il titolo di Monsignore, successore di mons. Montini alla presidenza della FUCI. Costa lo coinvolse nella Stella Maris un'associazione che forniva assistenza religiosa ai marittimi di passaggio.
Fu tramite l'amico avvocato Franco Costa che Guala entrò in contatto nel 1938 con Don Orione, fondatore della Piccola Opera della Divina Provvidenza. L'incontro con questo sacerdote, proclamato Santo nel 2004, segnerà profondamente la vita di Guala. A proposito della disponibilità di Guala nell'affrontare qualunque incarico, un'indicazione si può trarre da un colloquio di don Flavio Peloso con lui, apparso sui "Messaggi di don Orione" (N.103, 2001): don Orione disse a Guala: «Tu farai grandi cose nella vita. Io ti chiedo un impegno: quando ti diranno che devi fare una cosa molto difficile, e tutti dicono di non farcela, e ti dicono che non c'è nessun altro che la possa fare, in coscienza tu la devi fare».

## Gli anni dell'impegno politico e religioso
Nel 1936 Guala fu chiamato dal senatore Alfredo Frassati (ex proprietario del quotidiano "La Stampa") ai vertici della Società Acque Potabili del capoluogo piemontese, che diresse fino al 1941.
Oltre all'amicizia con don Orione, noto per le iniziative di carità e l'ammirazione per Pier Giorgio Frassati, attivo nelle organizzazioni giovanili cattoliche, Guala era in sodalizio con un gruppo di intellettuali aperti alla politica, tra i quali Giuseppe Dossetti, Giuseppe Lazzati e Giorgio La Pira, che occupavano uno spazio minoritario nella composita galassia democristiana e che con Amintore Fanfani fondarono nel 1946 l'associazione Civitas Humana.
Nel 1949, in qualità di Ministro del lavoro e della previdenza sociale, Amintore Fanfani affidò a Guala l'incarico di Direttore Generale del piano di costruzioni INA-Casa (noto anche come "Piano Fanfani") per la costruzione di abitazioni destinate ai lavoratori. La sua competenza, onestà e abilità manageriale nel disimpegnare questo difficile compito attirarono su di lui l'attenzione dei politici quando, nel 1954, si trattava di scegliere il primo Amministratore delegato della RAI. Lo stesso Guala, nel citato colloquio, afferma in proposito: «Ad un certo momento, mi chiesero di assumere la direzione della RAI, un'impresa nuova e ardua, dove non sapevano chi mettere. Decisero di chiedere a me. L'onorevole Scelba mi chiamò, mi parlò un poco e io gli dissi: Guardi, lei lo sa, io penso di non essere preparato per fare questo… Ed egli replicò: Non c'è nessun altro di area cattolica che possiamo mettere! A queste parole, io mi sono rivisto, lì davanti, don Orione e le sue parole. E gli ho detto “si”.»

## L'esperienza in Rai
()
Le trasmissioni televisive regolari in Italia ebbero inizio il 3 gennaio 1954 e il 4 giugno di quello stesso anno Guala venne nominato amministratore delegato della Rai con pieni poteri, affiancato dal direttore generale nominato nella persona di Giovan Battista Vicentini (uomo avulso dal sistema radio televisivo ma vicino alla D.C.), un
ex dirigente della Cereria vaticana, ex presidente dell'Azione Cattolica che prima ricoprì il ruolo di presidente della Croce Rossa Italiana dal 1947 al 1950.
Guala gestì la RAI con una grande apertura da un punto di vista tecnico, ma con una rigida visione cattolica. Impose in azienda anche un severo codice d'autodisciplina rivolto ad autori, giornalisti e agli stessi uomini di spettacolo, compilato dal "Centro Cattolico Cinematografico" sulla falsariga dell'analogo codice Hays per il cinema negli Stati Uniti d'America.
Nel codice si leggeva, tra l'altro:
(Codice d'autodisciplina)
Era stato inoltre diffuso al personale incaricato della programmazione radiofonica e televisiva un elenco di parole proibite e dunque impronunciabili in televisione: fra le quali "membro" (non si poteva neanche dire "membro del Parlamento"), "seno" (neppure in senso figurato, come "in seno all'assemblea"), "cosce" (se non nella collocazione "cosce di pollo"), "parto", "vizio", "ascelle", "intestino", "sudore", "verginità" e "alcova". Le parole "gravidanza" e "suicidio" dovevano essere rispettivamente sostituite da "lieto evento" e "insano gesto", e inoltre non era consentito usare termini quali "cancro" o "tumore", ai quali doveva essere sempre sostituita l'espressione "male incurabile". Poi anche parole come "magnifica, benefica, malefica". Scene erotiche erano considerate anche i baci, ma persino gli abbracci erano oggetto di censura. Per non parlare di termini quali: "attentati", "aborto", "divorzio", "prostituzione", "perversioni", "sessualità", "malattie veneree", "figli illegittimi ". 
Alcune di queste norme rimasero in vigore fino ai primi anni '70.
Inoltre, durante la gestione di Guala, non mancarono casi di personaggi televisivi, anche famosi, che vennero letteralmente "banditi" dal piccolo schermo a causa della loro poca disponibilità ad attenersi alle rigide norme sopra citate o, nel caso di personaggi femminili, semplicemente a causa della loro avvenenza. Fu Guala a cacciare via Alba Arnova, moglie del direttore d'orchestra Gianni Ferrio e famosa prima ballerina del "Teatro Colón" di Buenos Aires, rea di aver danzato ne La piazzetta indossando una calzamaglia chiara che poteva "evocare la nudità". Per lo stesso motivo, ai cameramen che effettuavano le riprese del programma televisivo Casa Cugat, presentato dall'allora famoso musicista e direttore d'orchestra cubano Xavier Cugat, venne imposto di inquadrare l'attrice e cantante Abbe Lane, allora moglie dello stesso Cugat, solo in primissimo piano allo scopo di occultare quanto più possibile le sue procaci forme ai telespettatori.
Nonostante ciò, si deve all'innato talento di Guala come talent scout l'ingresso in RAI di alcuni giovani intellettuali, alcuni dei quali laici e progressisti, come Furio Colombo, Emilio Garroni, Luigi Silori, che apportarono all'azienda una certa capacità innovativa nei contenuti e che andarono poi ad affiancarsi ad un gruppo di brillanti quadri neo-assunti, tutti insieme definiti "i corsari".

### Il concorso del 1954 e i "corsari"
Nonostante la ristrettezza di vedute in materia di espressione del mezzo radiotelevisivo, fu proprio Guala, incaricato di gestire il trasferimento a Roma delle strutture di produzione della Rai, fino ad allora collocate a Torino, sede storica dell'EIAR, e a Milano, ad avere l'intuizione di introdurre "energie nuove" tra il personale dell'emittente pubblica. Venne così bandito un concorso pubblico al quale parteciparono circa 30.000 concorrenti, per l'assunzione di 300 giovani laureati, tra i cui vincitori vi furono personaggi in seguito divenuti molto noti in vari campi, quali Furio Colombo, Umberto Eco, Gianni Vattimo, Mario Carpitella, Luigi Di Gianni, Enrico Vaime, Fabiano Fabiani, Piero Angela, Adriano De Zan, Emanuele Milano, Angelo Guglielmi, Folco Portinari, Gianfranco Bettetini, Raffaele Crovi, Riccardo Venturini, Romolo Runcini. Questi giovani intellettuali, che si andarono ad affiancare ad un gruppo di giovani professori universitari (Leone Piccioni, Luigi Silori, Emilio Garroni, Antonio Santoni Rugiu, Virgilio Melchiorre), tutti in seguito etichettati con lo scherzoso soprannome di "corsari", in quanto destinati a seguire, dopo la selezione del concorso, un corso di formazione diretto da Pier Emilio Gennarini, avrebbero dovuto, nelle intenzioni di Guala, "svecchiare" il management della RAI, ancora troppo legato a personalità provenienti dall'EIAR, e a tutt'oggi sono considerati i veri costruttori della centralità della Rai nel sistema culturale italiano.
Tra i vincitori del concorso vi era anche lo scrittore Andrea Camilleri, che non venne però assunto perché ritenuto "troppo comunista" dallo stesso Guala. Andrea Camilleri si prenderà in seguito una rivincita morale quando, qualche tempo dopo, il religiosissimo Ettore Bernabei gli chiederà di produrre il ciclo televisivo dedicato al teatro di Eduardo De Filippo.

### La fine dell'esperienza RAI di Guala causa la "congiura dei mutandoni": programma "La piazzetta" (29 novembre 1956)
La scarsa propensione di Guala ad accettare supinamente direttive e raccomandazioni da parte dei suoi "padrini" politici, la sua eccessiva rigorosità e intransigenza, la sua ristrettezza di vedute, al limite della paranoia, soprattutto la sua opposizione all'introduzione della pubblicità televisiva fecero calare rapidamente la sua popolarità in azienda. Inoltre, nonostante le sue indiscutibili capacità manageriali, egli non seppe trarre vantaggi per l'azienda da lui diretta quando, essendo stati in precedenza acquisiti dalla Rai vasti appezzamenti di terreno situati ai margini del quartiere Prati di Roma, alle pendici di Monte Mario, su parte dei quali verrà in seguito edificato il Centro di produzione RAI di via Teulada, Guala dette disposizione di vendere parte di quei terreni, che di lì a pochi anni avrebbero moltiplicato più volte il loro valore grazie all'incipiente "boom" edilizio, proprio per evitare "indebite speculazioni immobiliari" che secondo lui non si confacevano all'amministrazione di una società pubblica.
L'arrivo in televisione di spettacoli di varietà con scenette di satira che dileggiavano, peraltro in maniera velata e alquanto bonaria, personalità della vita politica ritenute allora "intoccabili", come ad esempio il Ministro dell'interno dell'epoca, Mario Scelba, alienarono ben presto le residue simpatie degli esponenti politici che in precedenza avevano appoggiato la nomina di Guala al vertice della società.
Approfittando del clima sessuofobico dell'epoca che aveva intrapreso una piega demenziale, venne quindi presa in alto loco la decisione di costringere Guala alle dimissioni, e ciò avvenne con la complicità di alcuni funzionari della Rai, scontenti per il trasferimento da Torino a Roma di quasi tutte le attività di produzione e ideazione dei programmi, mediante una subdola macchinazione in seguito nota come "La congiura dei mutandoni".
Grazie ai contatti tra Piazza del Gesù e il Vaticano, fu ordita una vicenda con la complicità dei nipoti del pontefice di quel periodo, Pio XII, Papa Pacelli: conoscendo la sua mentalità gli fecero vedere, in compagnia, il 29 novembre 1956, la trasmissione "La piazzetta" (era la terza puntata, andava in onda ogni giovedì sera e questa sarà l'ultima). Le altre puntate erano il 15 e il 22 dello stesso mese. Si presentò allora negli studi di via Teulada, poco prima dell'inizio dello spettacolo che andava in onda in diretta, un funzionario, complice della macchinazione anti-Guala, che ordinò alle ballerine di indossare delle "calzamaglie di colore chiaro", in modo da farle apparire praticamente "a gambe nude" grazie alla scarsa definizione delle telecamere in bianco e nero dell'epoca. Il Pontefice, "scandalizzato" dalla scena, spense la TV e si ritirò in preghiera, e il lunedì successivo sull'"Osservatore Romano" uscì un corsivo assai critico contro il governo nel quale si sosteneva che "le coreografie del varietà violavano i Patti Lateranensi". A questo punto Guala raccomandò che nelle puntate successive le ballerine si "rimettessero le sottane". Ma  dopo un altro funzionario arrivò a via Teulada e diede addirittura disposizione alle ballerine, per la prossima puntata, di "indossare mutandoni chiusi fino alle caviglie". L'indomani tutta la stampa laica sparò contro la RAI che prendeva ordini dal Vaticano. Vistosi messo alla gogna come unico responsabile di queste polemiche e contemporaneamente "scaricato" dai suoi referenti politici, Guala rassegnò definitivamente le dimissioni il 28 giugno del 1956.
Il destino manageriale di Guala non finisce con le sue dimissioni dalla RAI. Seguì nello stesso anno l'organizzazione dell'Esposizione "Italia '61" a Torino, e ritornò all'INA-Casa per un breve periodo.

## Il sacerdozio e la morte
Guala aveva pensato spesso di prendere i voti sacerdotali e intraprendere la missione religiosa, ma le sue varie vicissitudini gli avevano sempre imposto di rimandare questa scelta. Ne aveva a suo tempo parlato anche con Don Orione, il quale gli aveva detto che vedeva in lui un futuro sacerdote.
Nel 1960, a 53 anni di età, decise di farsi frate trappista, entrando nel convento delle Frattocchie l'11 novembre di quell'anno. Dopo il noviziato divenne trappista nel 1962 e nel 1967 fu ordinato sacerdote.
L'ultima iniziativa di un certo rilievo a cui Guala, ora divenuto frate, venne chiamato dal suo vecchio amico Franco Costa, nel frattempo arrivato al titolo di monsignore, fu la ristrutturazione del monastero della "Madonna della Fiducia" del Monastero di San Biagio di Morozzo (provincia di Cuneo), situato nei pressi di Mondovì. In quel luogo Guala arrivò nel 1972 e visse da anacoreta fino al 1984 quando, giunto all'età di 77 anni, fu costretto a fare ritorno alle Frattocchie a causa di problemi di salute. Durante quel periodo il monastero divenne mèta di molti gruppi giovanili, ma anche di industriali, manager e finanzieri di primissimo piano che si recavano da tutta Europa da Guala per un consiglio, una parola di conforto, un aiuto spirituale.
Tuttora il monastero è attivo grazie alla presenza della Comunità Monastica seguita fin dai primi passi (1985) da padre Filiberto Guala, il quale per sostenerla decise di far nascere l'Associazione Madonna della Fiducia.
Il 27 novembre del 2000 la città di Torino gli conferì la cittadinanza onoraria. Un mese dopo, all'età di 93 anni, cessava di vivere.